# Даккорд, Джоуи
Джоэл «Джоуи» Даккорд (англ. Joey Daccord, род. 19 августа 1996 года, Норт-Андовер, Массачусетс) — американский хоккиест, вратарь клуба НХЛ «Сиэтл Кракен». Чемпион мира 2025 года.

## Карьера

### Юниорская
Джоуи начал заниматься хоккеем в школе, выступал за её команду. Он был выбран в 21-м рануде под общим 307-м номером на драфте Хоккейной лиги США командой Омаха Лэнсерз. Затем он был обменян в команду Сиу Сити Маскетирз. После чего его еще раз обменяли в команду Маскигон Ламберджекс, за которую он дебютировал в 2015 году. В 2015 году на драфте НХЛ его выбрала команда «Оттавой Сенаторз» в 7-м раунде под общим 199-м номером. В 2016 году Даккорд перешёл в команду Университета штата Аризона, за которую играл до 2019 года.

### Профессиональная

#### Оттава Сенаторз
1 апреля 2019 года Даккорд подписал двухлетний контракт новичка с «Оттавой Сенаторз». Уже 4 апреля этого же года Джоуи дебютировал в НХЛ в матче против «Баффало Сейбрз», который команда проиграла 2-5. 
17 октября 2020 года «Оттава Сенаторз» продлил контракт Даккорда еще на 3 года. В 2021 его снова вызывали в основную команду, но 17 марта в матче против «Ванкувер Кэнакс» он получил травму и пропустил остаток сезона.

#### Сиэтл Кракен
21 июля 2021 года Даккорда выбрала на драфте расширения новая команда «Сиэтл Кракен». В Сиэтле он оказался третьим вратарём и в сезоне 2021-22 отправился в фарм-клуб Шарлотт Чекерз. Сезон 2022-23 Даккорд начал в новом фарм-клубе «Кракен» — «Коачелла Вэлли Файрбёрдс».
30 июня 2023 года «Сиэтл Кракен» и Даккорд подписали новый двухлетний контракт на сумму $2,4 млн.
В сезоне 2023-24 Джоуи уже выступал за основную команду, и к его концу утвердился в качестве её основного вратаря.
10 октября 2024 года «Сиэтл Кракен» и Даккорд подписали новый пятилетний контракт на сумму $25 млн.

### Международная
В 2025 году Джоуи был вызван и играл за основную сборную США на Чемпионате мира 2025, на котором сборная США выиграла золото.